# Korsze
Korsze (în germană Korschen, în lituaniană Kuršiai) este un oraș în Polonia.